# Decretum Gratiani

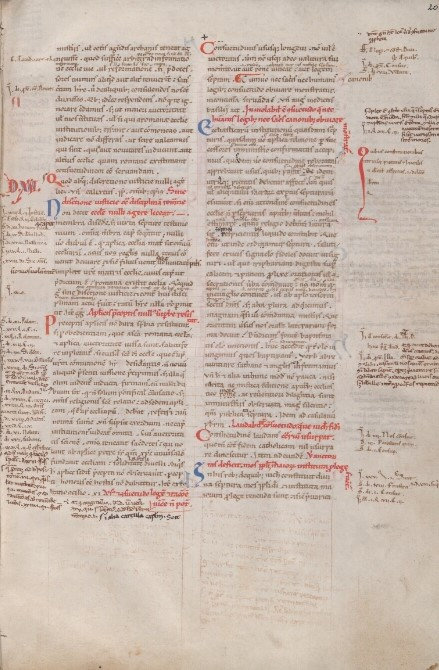
Fragment uit het manuscript "Decretum Gratiani". Dertiende-eeuwse, eenvoudige kopie afkomstig uit de abdij van Drongen. Bewaard in de Universiteitsbibliotheek Gent.

Het Decretum Gratiani uit ca. 1140, ook bekend als de Concordia discordantium canonum is een belangrijk en uitvoerig vroeg werk uit het Rooms-Katholiek kerkelijk recht. Het is samengesteld en geschreven door, en onder leiding van, de in Bologna levende camaldulenzer monnik en jurist Gratianus. Het vormt het eerste deel van zes juridische leerboeken die samen bekend werden als het Corpus Iuris Canonici, tegenhanger binnen de Rooms-Katholieke Kerk van het Corpus Iuris Civilis dat in het Byzantijnse Rijk gold. Het werd gebruikt als de belangrijkste rechtsbron voor de kerkelijk recht totdat in 1234 de Decretalen werden afgekondigd door paus Gregorius IX, een grote verzameling pauselijke beslissingen in juridische kwesteis die binnen de Kerk hadden gespeeld.  

## Inhoud
Gratianus zelf noemde het werk Concordia Discordantium Canonum, Latijn voor "overeenstemming van tegenstrijdige regels". De naam geeft het doel van de teksten aan: Gratianus probeerde tegenstrijdige canones met elkaar in overeenstemming te brengen. Daarmee geeft hij op scholastische wijze een overzicht van het canoniek recht tot aan het Tweede Lateraans Concilie in 1139. Verder zette Gratianus zich aan de formalisatie van het zich binnen de kerk nieuw ontwikkelende concept voor het huwelijk.
Gratianus gebruikte als bron het Romeins recht, de Bijbel, decretalen, concilie- en synodedocumenten en oudere rechtsverzamelingen.

## Auteurschap
Er worden twee versies van het Decretum Gratiani onderscheiden: één die verscheen kort na 1139 en één ten laatste in 1150. Vanwege de grote inhoudelijke verschillen en het afwijkende bronnengebruik, wordt vermoed dat er twee juristen aan het werk zijn geweest. De tweede tekst legt meer nadruk op de pauselijke macht.

## Invloed
Het Decretum Gratiani had grote invloed. De samenstelling van het werk betekende het begin van een systematisch onderwijs en onderzoek in het canoniek recht aan de universiteit van Bologna. Het decretum werd het uitgangspunt voor juridisch commentaar in de marge (glossen) evenals voor systematische kerkrechtelijke commentaren (summae). Bekende glossencommentaren zijn van Rufinus van Bologna en Huguccio. Een belangrijk praktisch gevolg van het decreet was dat het woekerverbod uit de vroege kerk algemeen van kracht werd. Ondanks zijn grote reputatie en brede verspreiding is het Decretum nooit door de Kerk erkend als een officiële collectie.

## Werken die Gratianus gebruikte als bron
- Etymologiae van Isidorus van Sevilla voor DD. 1-9;
- Liber de misericordia et justitia van Alger van Luik voor C. 1;